# Miasto-bohater
Miasto-bohater – tytuł honorowy nadawany miastom.

## Związek Radziecki
1 maja 1945 roku Józef Stalin, jako naczelny dowódca radzieckich sił zbrojnych, wydał rozkaz, w którym wyróżnił Leningrad, Odessę, Sewastopol i Stalingrad za męstwo okazane przez ich mieszkańców i obrońców w czasie Wielkiej Wojny Ojczyźnianej, nadając im tytuł miasta-bohatera. 22 czerwca 1961, w dwudziestą rocznicę ataku Niemiec na ZSRR, decyzją Prezydium Rady Najwyższej ZSRR taki sam tytuł otrzymał również Kijów.
Dekretem z 8 maja 1965 zostało ustanowione wyróżnienie w postaci tytułu miasto-bohater (ros. Город-Герой) dla odznaczenia miast zasłużonych w czasie Wielkiej Wojny Ojczyźnianej i tytuł ten oficjalnie przyjęty został w poczet nagród i wyróżnień ZSRR. Miasto wyróżnione tytułem miasta-bohatera otrzymywało Medal „Złota Gwiazda” Bohatera Związku Radzieckiego, Order Lenina oraz dyplom Prezydium Rady Najwyższej ZSRR. Dodatkowo w mieście budowano specjalny obelisk, na którym umieszczano wizerunki Medalu „Złota Gwiazda”, „Orderu Lenina” oraz tablicę przedstawiającą dyplom Prezydium Rady Najwyższej ZSRR o nadaniu tytułu.
Ponadto Twierdzy Brzeskiej nadano tytuł twierdza-bohater.
Lista miast-bohaterów (wraz z twierdzą-bohaterem)
| Lp. | Tytulant         | Nadanie          |
| --- | ---------------- | ---------------- |
| 1.  | Leningrad        | 1 maja 1945      |
| 2.  | Stalingrad       | 1 maja 1945      |
| 3.  | Sewastopol       | 1 maja 1945      |
| 4.  | Odessa           | 1 maja 1945      |
| 5.  | Kijów            | 8 maja 1965      |
| 6.  | Moskwa           | 8 maja 1965      |
| 7.  | Twierdza Brzeska | 8 maja 1965      |
| 8.  | Noworosyjsk      | 14 września 1973 |
| 9.  | Kercz            | 14 września 1973 |
| 10. | Mińsk            | 26 czerwca 1974  |
| 11. | Tuła             | 7 grudnia 1976   |
| 12. | Murmańsk         | 6 maja 1985      |
| 13. | Smoleńsk         | 6 maja 1985      |

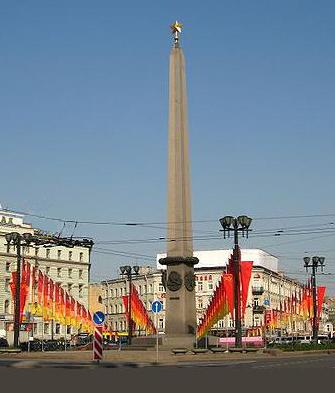
Obelisk miasta-bohatera w Leningradzie

W 1988 roku zakończono przyznawanie tytułu miasta-bohatera w Związku Radzieckim.
Obecnie dwa z nich znajdują się na Ukrainie, dwa (w tym twierdza-bohater) na Białorusi, dwa na okupowanym przez Rosję ukraińskim Półwyspie Krymskim, a pozostałe w Rosji.

## W innych państwach
Oprócz Związku Radzieckiego tytuł miasta-bohatera nadawano m.in. w Polsce, Jugosławii, na Kubie, w Wietnamie, Nikaragui, Chorwacji, Abchazji, Osetii Południowej i Doniecku.
W Polsce tytuł miasta-bohatera nadano 22 listopada 1920, leżącemu obecnie na Ukrainie, miastu Lwów, odznaczając je Krzyżem Srebrnym Orderu Wojskowego „Virtuti Militari” (V klasy) oraz 10 kwietnia 1921 miastu Płock, odznaczając je Krzyżem Walecznych. Oba miasta odznaczono za zasługi w wojnie polsko-bolszewickiej w 1920 roku. Tytuł miasta-bohatera od 31 sierpnia 1945 posiada także miasto Warszawa, jednocześnie odznaczone Orderem Krzyża Grunwaldu I klasy za bohaterską, niezłomną postawę w walce z przemocą niemieckiego najeźdźcy w latach 1939-1945 (podczas II Wojny Światowej), a wcześniej 9 listopada 1939 odznaczone Krzyżem Srebrnym Orderu Wojennego „Virtuti Militari” (V klasy) za bohaterskie wytrwałe męstwo dowiedzione przez ludność miasta Warszawy w obronie przeciw najazdowi niemieckiemu (podczas kampanii polskiej 1939).
W Jugosławii tytuł miasta-bohatera i równoczesne odznaczenie Orderem Bohatera Narodowego nadano 8 miastom: Lublana (7 maja 1970, ob. Słowenia), Drwar (21 maja 1974, ob. Bośnia i Hercegowina), Belgrad (20 października 1974, ob. Serbia), Zagrzeb (7 maja 1975, ob. Chorwacja), Nowy Sad (7 maja 1975, ob. Serbia), Prilep (7 maja 1975, ob. Macedonia Północna), Prisztina (7 maja 1975, ob. Kosowo), Cetynia (7 maja 1975, ob. Czarnogóra). Miasta odznaczono za zasługi w walce narodowowyzwoleńczej (podczas II Wojny Światowej).
W Chorwacji tytuł miasta-bohatera nadano miastu Vukovar za zasługi podczas wojny o niepodległość w 1991 roku.
W Abchazji tytuł miasta-bohatera nadano 27 września 2008 miastu Gudauta i miastu Tkwarczeli za zasługi podczas Ojczyźnianej Wojny Narodu Abchazji w latach 1992–1993.
W Osetii Południowej tytuł miasta-bohatera nadano 23 listopada 2009 miastu Cchinwali za zasługi podczas wojny z Gruzją w 2008 roku.
Na Ukrainie tytuł miasta-bohatera nadano 22 sierpnia 2017 miastu Donieck, równocześnie odznaczając je Medalem „Złota Gwiazda” Bohatera Donieckiej Republiki Ludowej. Miasto odznaczono za zasługi podczas wojny z Ukrainą w latach 2014–2015. Miasto było odznaczone Orderem Lenina od 1979 roku. Stosowny tytuł i odznaczenia znajdują się na napisach witających na wjeździe do miasta. Tytuł miasta-bohatera, również za zasługi podczas wojny z Ukrainą w latach 2014–2015, planowano także nadać miastu Gorłówka. Ostatecznie nadano mu mniej znaczący tytuł Miasta Chwały Wojskowej.
Na Ukrainie 6 marca 2022 dekretem Prezydenta Ukrainy Wołodymyra Zełenskiego ustanowiono honorowy tytuł Miasto-bohater Ukrainy dla upamiętnienia czynów, masowego bohaterstwa i wytrwałości obywateli, którzy bronili swoich miast podczas odpierania zbrojnej agresji Federacji Rosyjskiej na Ukrainę. 6 marca 2022 tytuł ten otrzymały miasta: Wołnowacha, Hostomel, Mariupol, Charków, Chersoń, Czernihów, zaś 24 marca 2022 – Bucza, Irpień, Mikołajów, Ochtyrka.

## Galeria
Obeliski miast-bohaterów w b. Związku Radzieckim

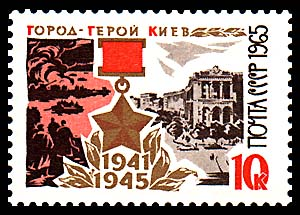
Kijów
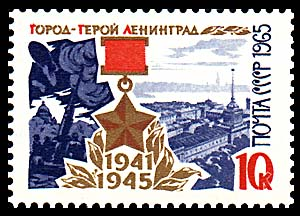
Leningrad (Petersburg)
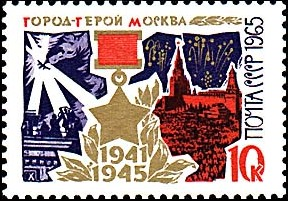
Murmańsk
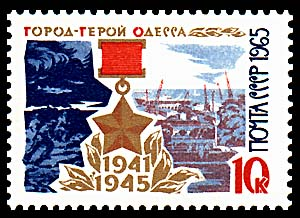
Odessa
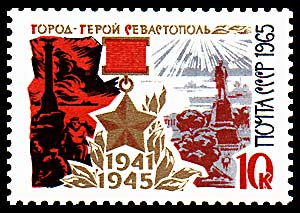
Sewastopol
- Smoleńsk
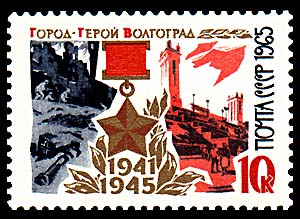
Stalingrad (Wołgograd)
- Mińsk
- Kercz
- Tuła
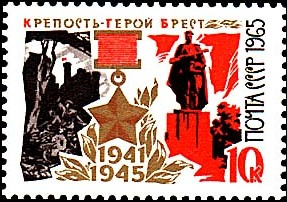
Twierdza Brzeska

Radzieckie znaczki pocztowe z 1965 roku upamiętniające miasta-bohaterów

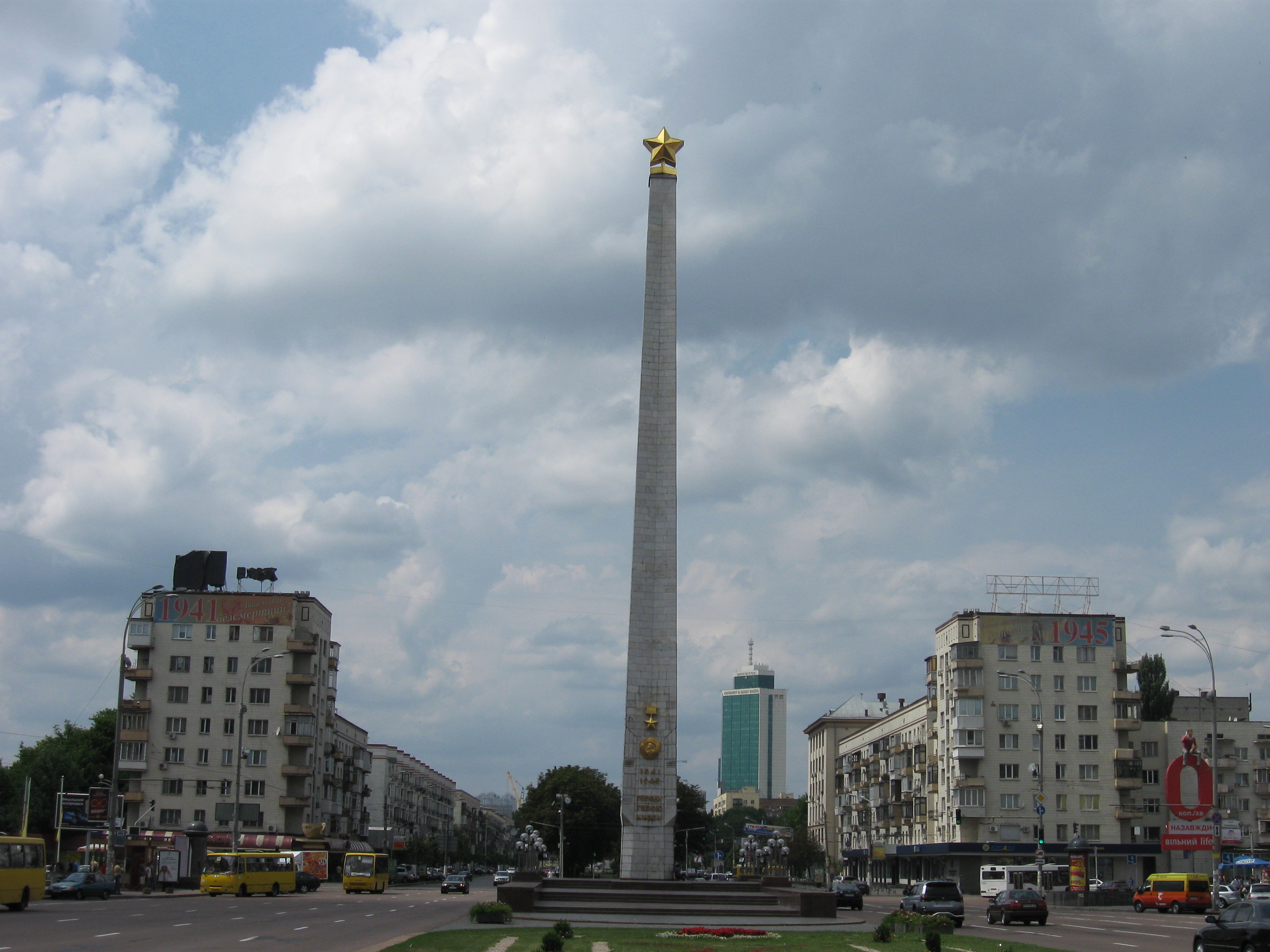
Kijów
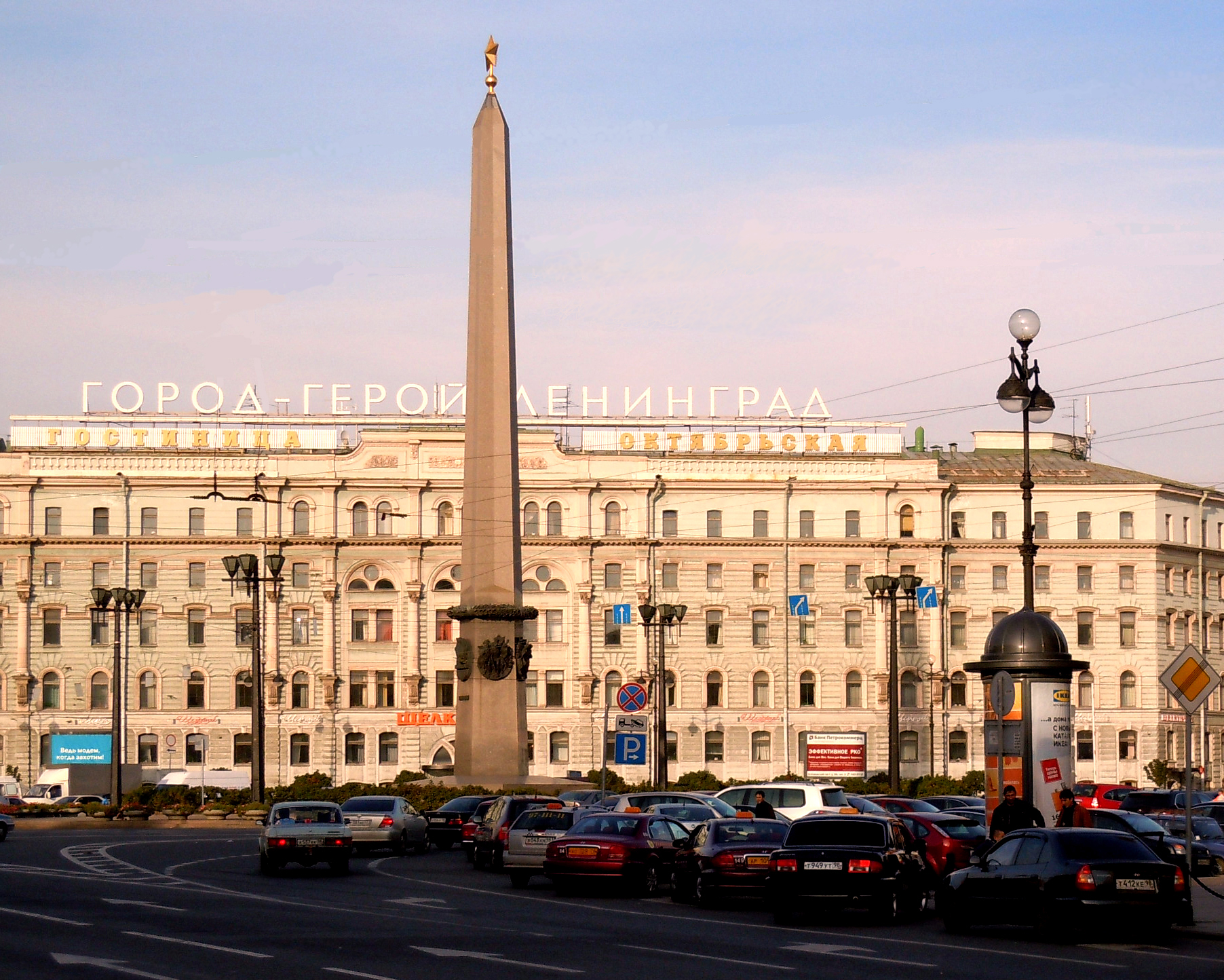
Leningrad (Petersburg)
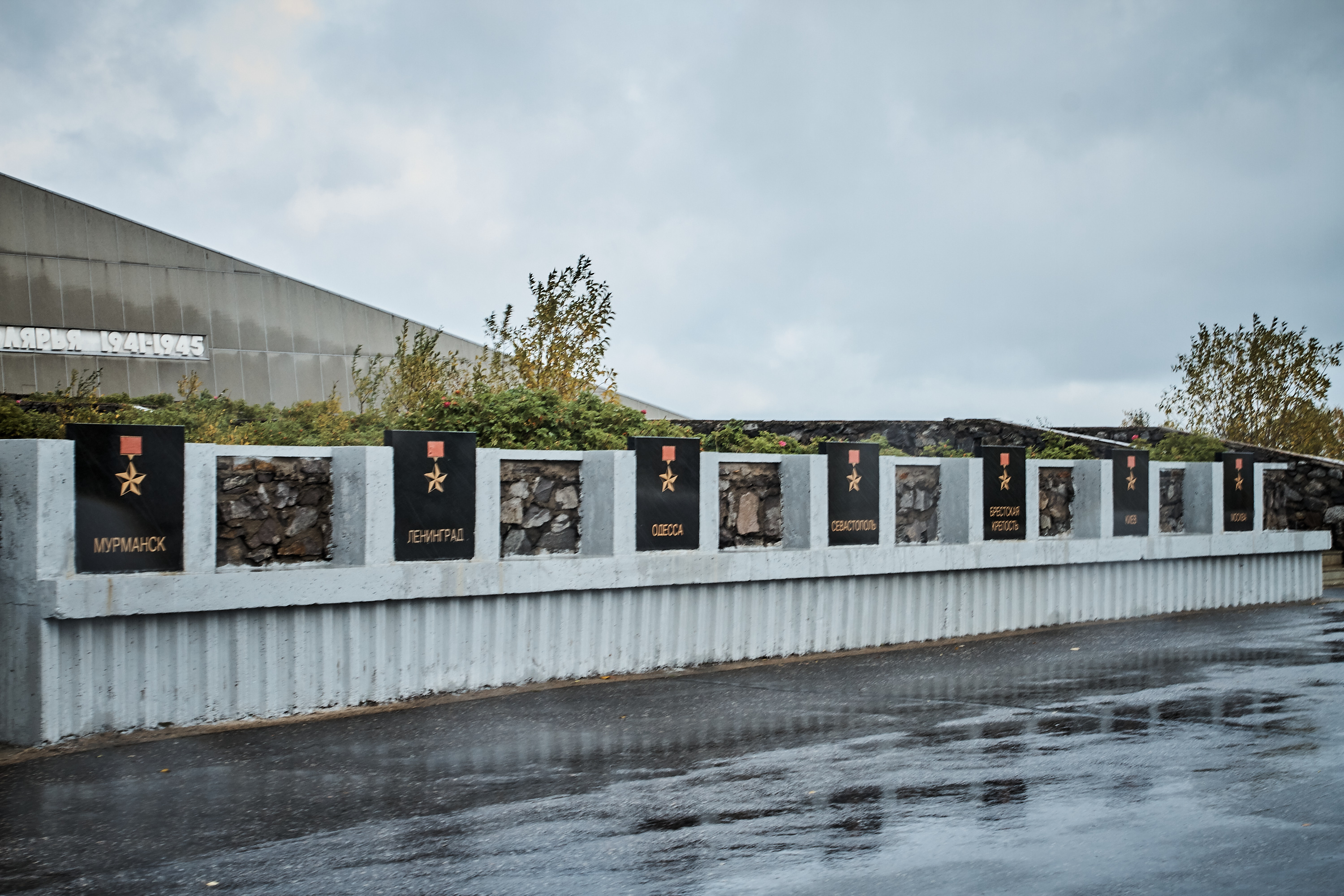
Murmańsk

- Moskwa
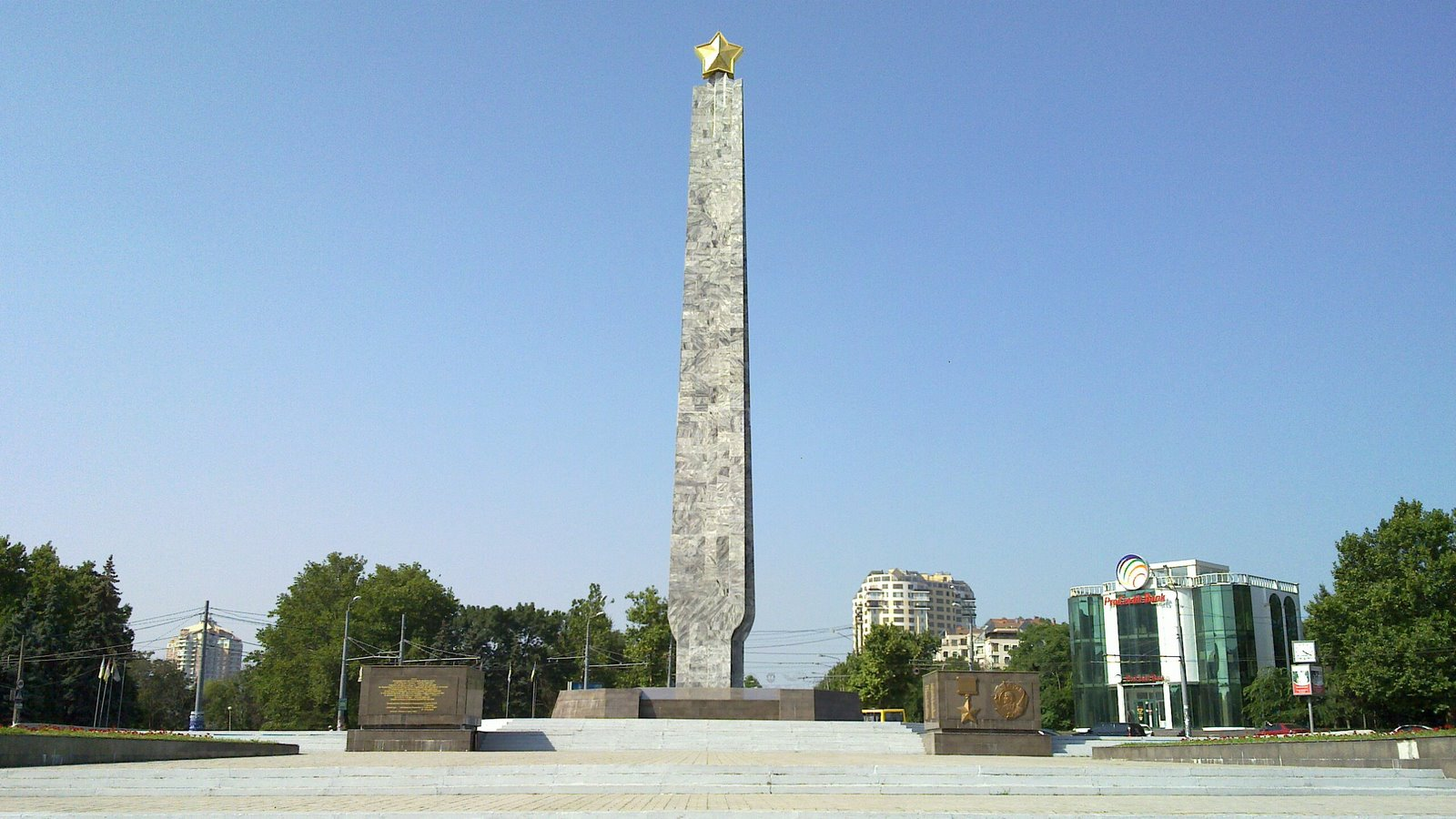
Odessa
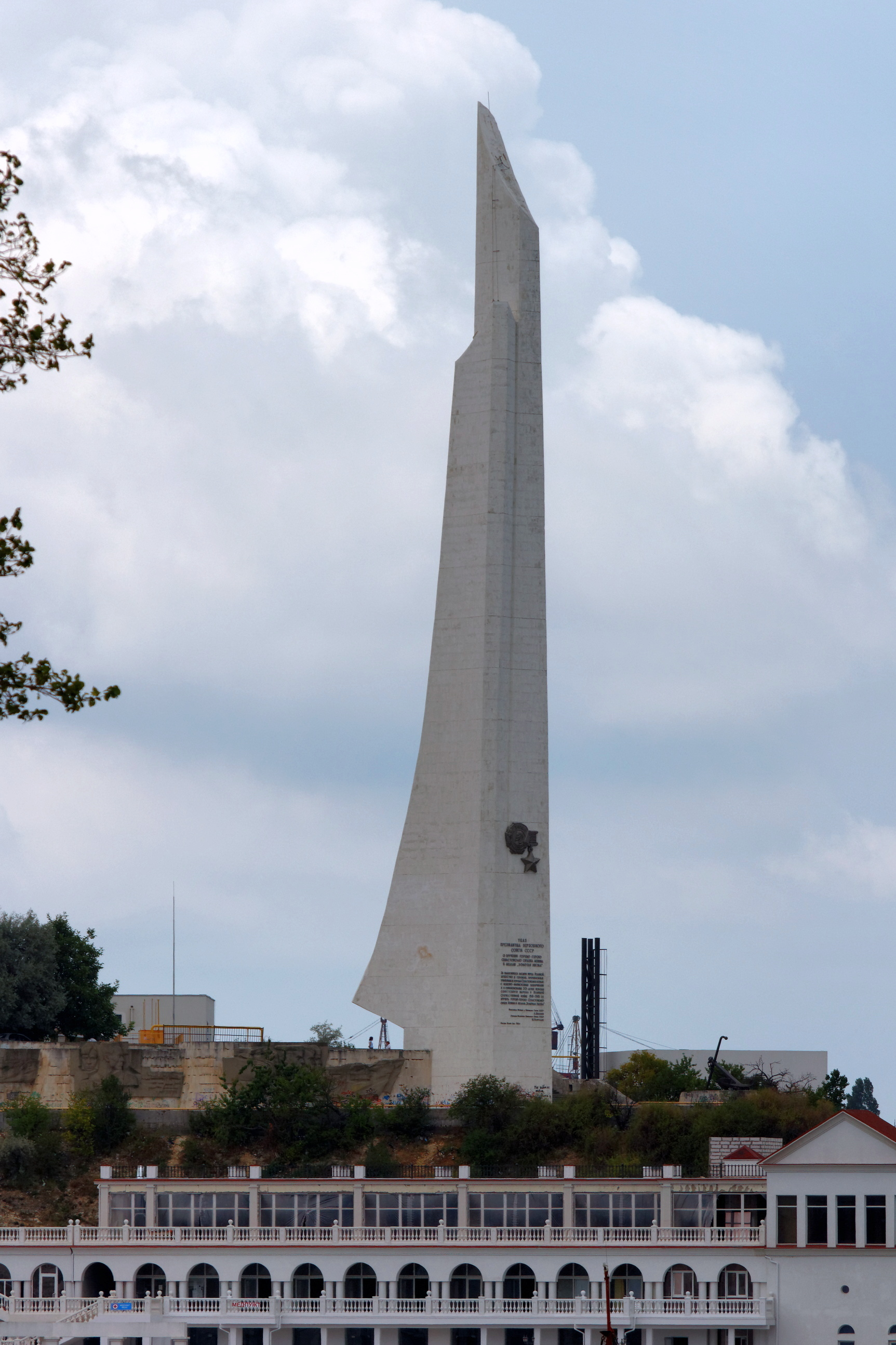
Sewastopol
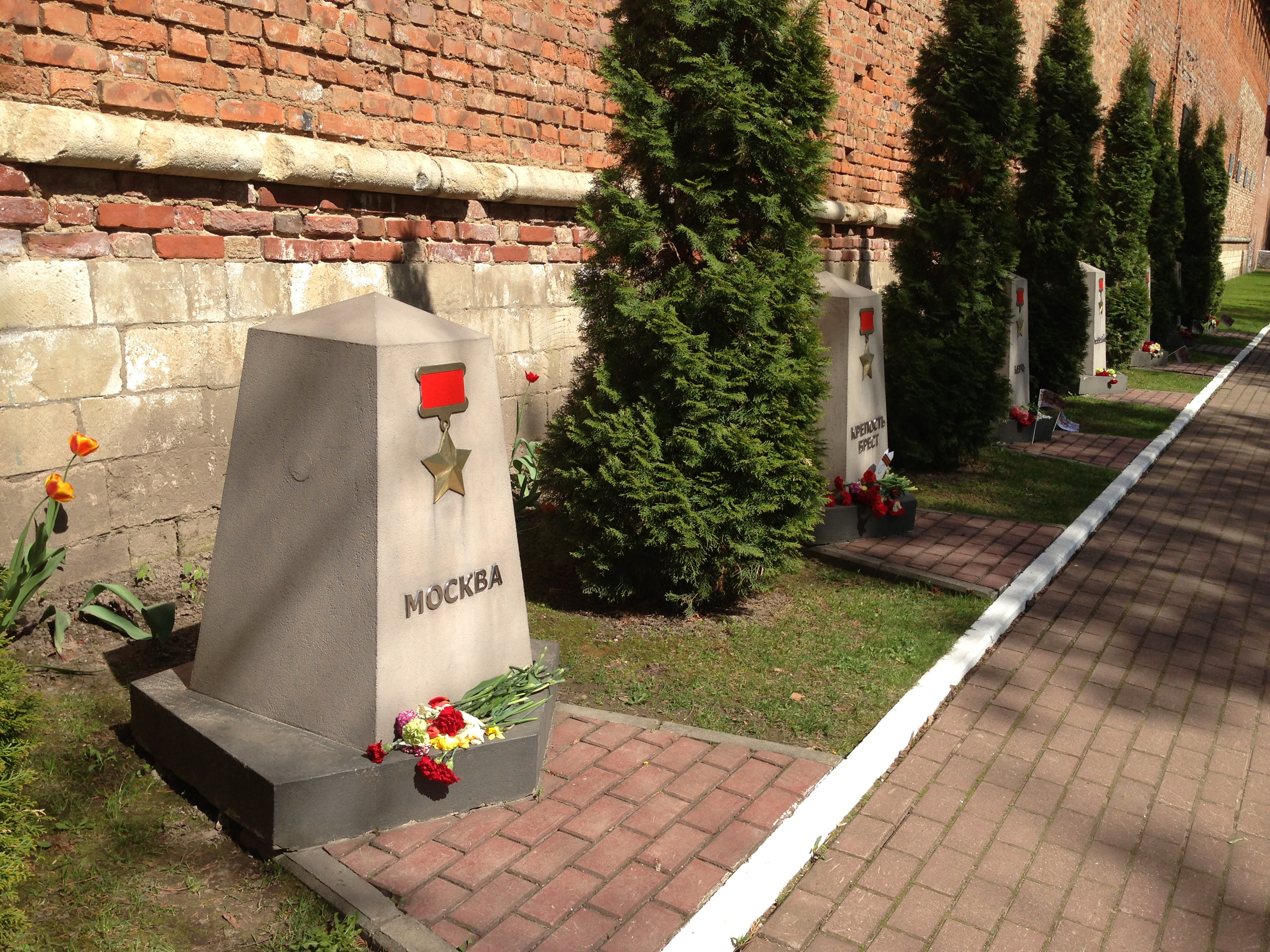
Smoleńsk
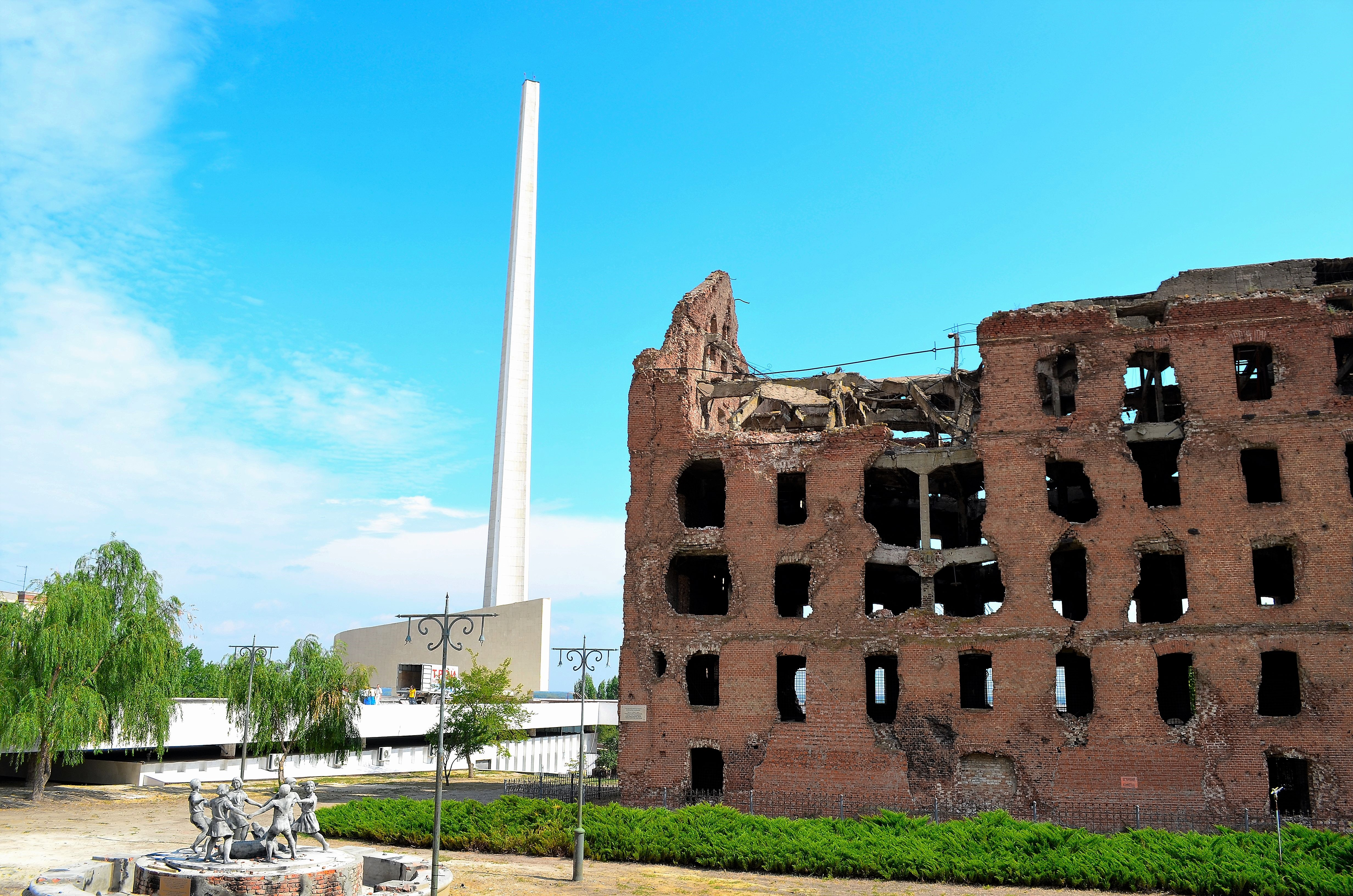
Stalingrad (Wołgograd)
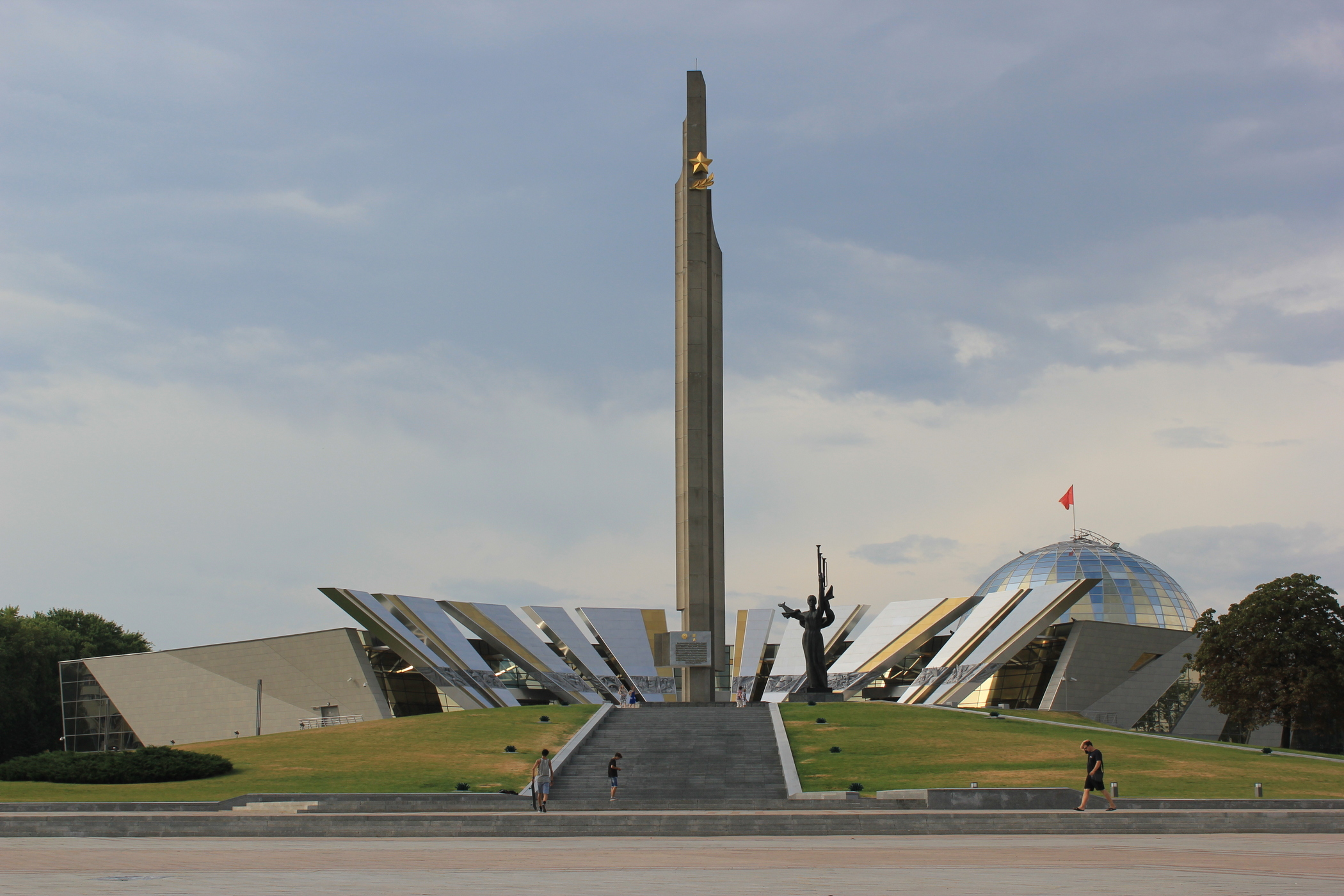
Mińsk
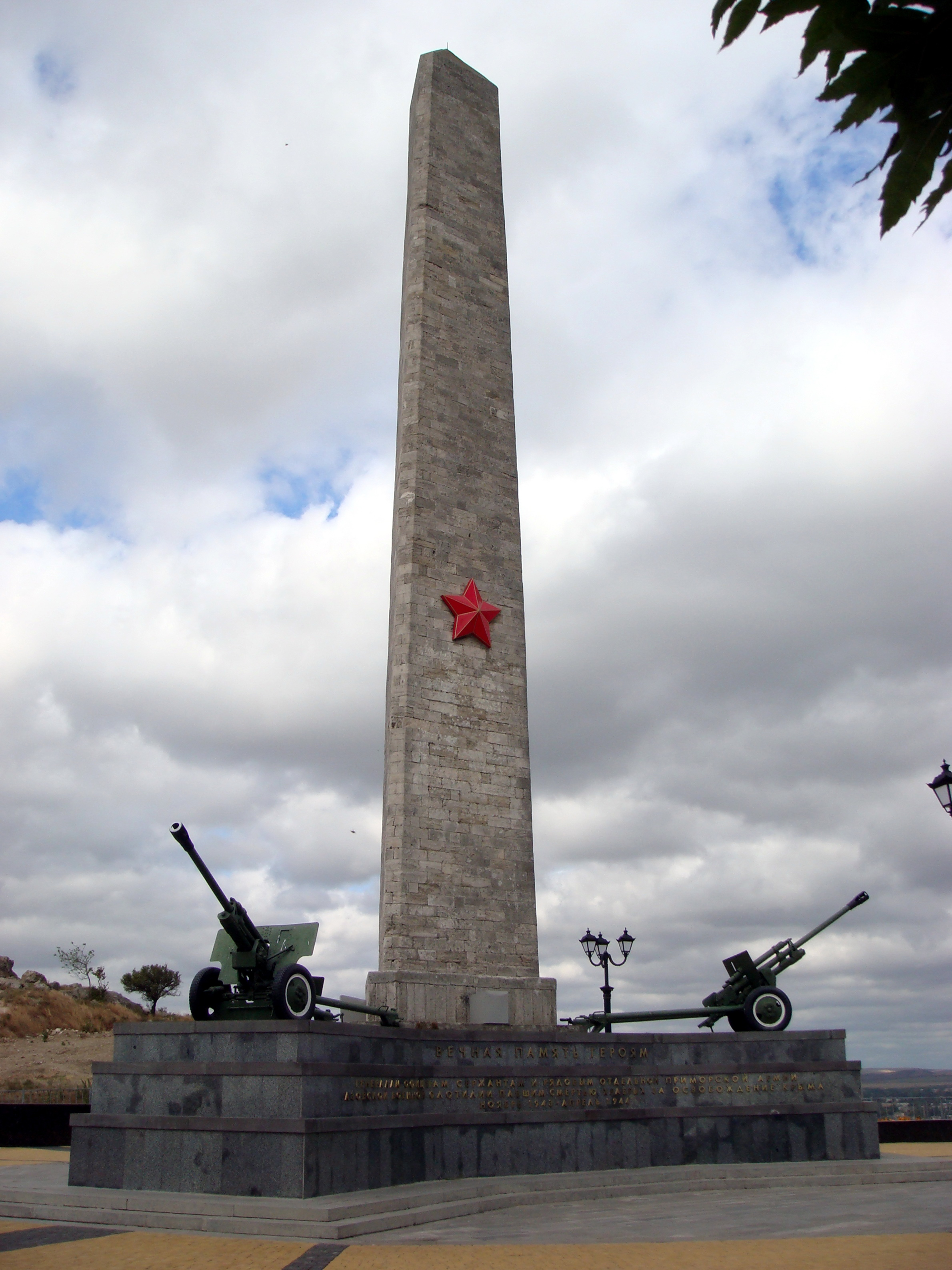
Kercz
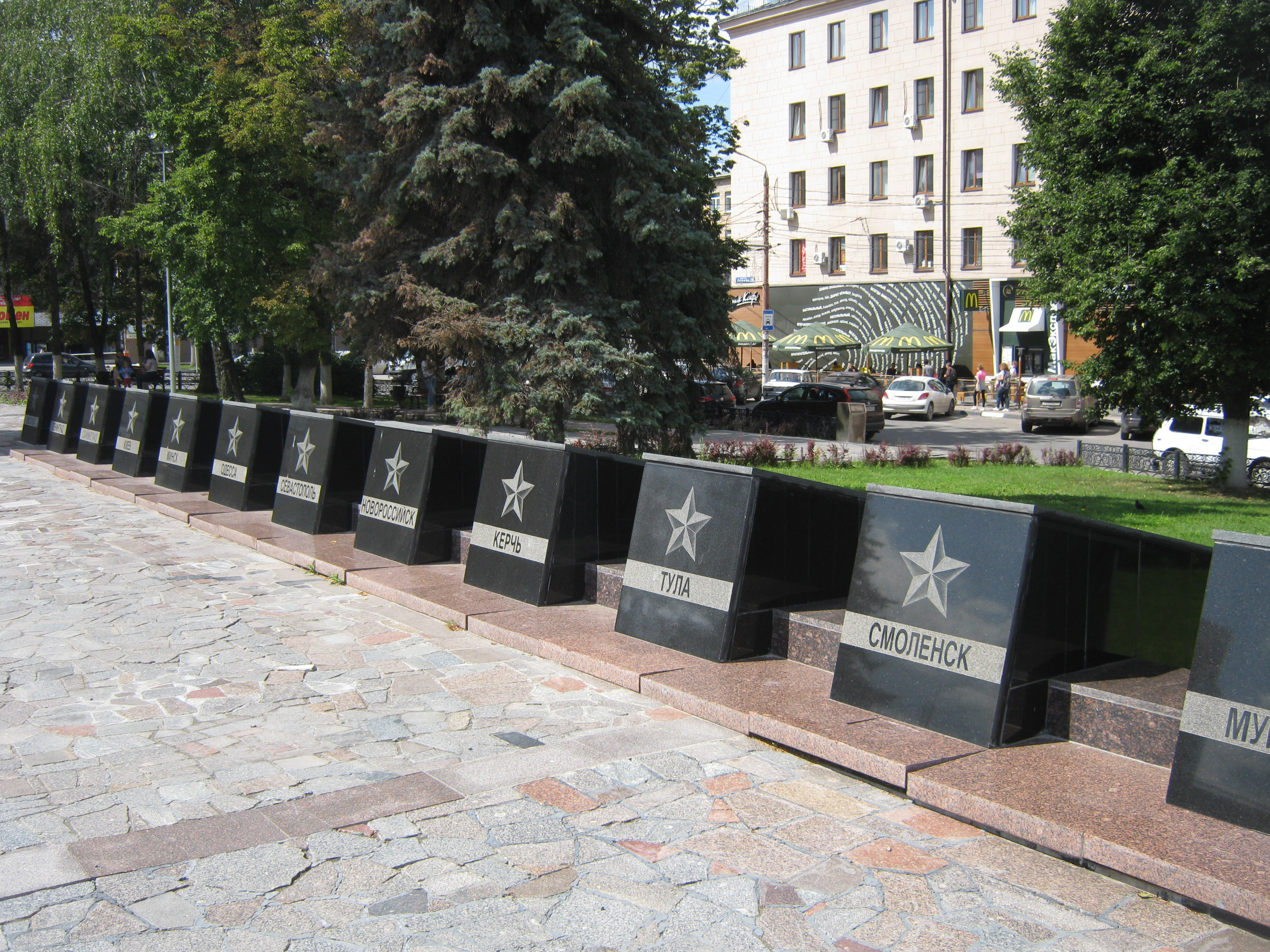
Tuła
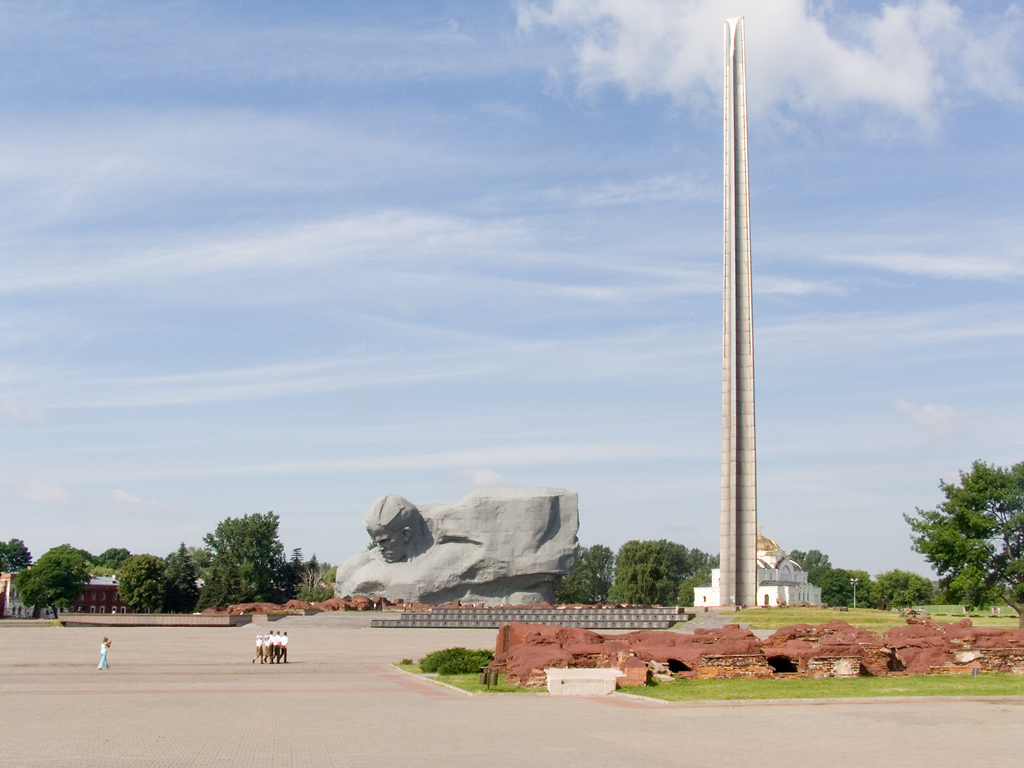
Twierdza Brzeska